# Old Boy (Manga)
Old Boy (オールド・ボーイ Ōrudo Bōi?) es una serie de manga japonesa escrita por Garon Tsuchiya e ilustrada por Nobuaki Minegishi. La narración sigue al protagonista Shinichi Gotō, un hombre que, después de una década de encarcelamiento en una prisión privada de la Yakuza, es liberado repentinamente. Tras su liberación, Gotō debe encontrar a sus captores y descubrir el motivo de su encierro.
Old Boy se serializó en la revista Futabasha Weekly Manga Action durante dos años, desde 1996 hasta 1998, con un total de 79 capítulos entre ocho volúmenes recopilados publicados durante ese tiempo. La serie fue distribuida en Estados Unidos por Dark Horse Comics y lanzada entre 2006 y 2007 tras el estreno de su adaptación surcoreana, siendo en este país, la película una propia publicidad para el manga.

## Trama
Tras beber en un bar una noche, Shinichi Gotō, de 25 años, es intoxicado y desmayado, para luego despertar en una pequeña habitación dentro de una especie cárcel privada controlada por una organización criminal. A pesar de sus súplicas, ninguno de los guardias le dirá quién lo secuestró o por qué está cautivo. A medida que pasan los días, su aislamiento forzado lentamente afecta su cordura. Encuentra una salida entrenando su mente y su cuerpo aprendiendo a boxear viendo combates en TV para poder vengarse una vez que recupere su libertad.
Después de estar confinado por una década en una celda de 4 paredes sin decorar, es liberado repentinamente dentro de un baúl a mitad de un parque. Tras recuperar su libertad, comienza su misión de buscar las identidades de sus captores y descubrir el motivo de su encarcelamiento. Sin embargo, parece que la persona no identificada detrás del cautiverio de Shinichi aún no ha terminado con él y, por lo tanto, comienza un juego retorcido donde solo sobrevive el ganador, donde comienza a buscar en su pasado mientras sobrevive a su presente, tras encontrar una nueva pareja y un nuevo trabajo mientras se refugia en el bar de su amigo.

## Personajes
• Shinichi Gotō (五島 慎一 Gotō Shin'ichi?) 
El antihéroe principal de la historia que fue misteriosamente capturado y retenido como rehén durante una década.
• Takaaki Kakinuma
El villano principal de la historia, que una vez fue compañero de clase de Gotō en la escuela primaria y ahora busca venganza por Gotō, destrozando sin darse cuenta su sentido de autoestima.
• Yukio kusama
Escritora y ex docente. Ella era la maestra de sexto grado de Gotō y Kakinuma.
• Eri
Una dama que se convirtió en la novia de Goto. En realidad, es una actriz pagada bajo hipnosis que le impone Kakinuma.
• Kyoko kataoka
Secuaz de Takaaki Kakinuma y su guardaespaldas, ex-espía que ahora trabaja como espía y guardaespaldas privado.

## Adaptaciones
Los derechos fueron comprados por Show East, productora Surcoreana, y en 2003 fue adaptada en Oldboy del director Park Chan-wook. 
Una nueva versión cinematográfica estadounidense basada en la película coreana fue dirigida por Spike Lee en 2013, sin embargo, esta película también comparte algunos elementos directamente basados en el manga.